# مارك هيلديتش
مارك هيلديتش (بالإنجليزية: Mark Hilditch)‏ هو لاعب كرة قدم بريطاني في مركز الهجوم، ولد في 20 أغسطس 1960 في Shaw and Crompton ‏ في المملكة المتحدة. لعب مع فليتوود تاون ونادي ألترينتشام ونادي ترانمير روفرز ونادي روتشديل وويغان أتلتيك.